# Dimítris Papamichaíl
Dimítris Papamichaíl (Δημήτρης Παπαμιχαήλ) né le 29 août 1934 au Pirée et mort le 8 août 2004 dans cette même ville était un acteur de théâtre et de cinéma grec.

## Biographie
Il suivit les cours d'art dramatique du Théâtre national de Grèce, où il a rencontré Alíki Vouyoukláki. son partenaire à l'écran dans plusieurs films. De 1965 à 1975, il fut son époux. Leur fils naquit en 1969.  

## Filmographie partielle
- 1956 : L'Amoureux de la bergère
- 1957 : La Tante de Chicago
- 1958 : Fin de crédit
- 1959 : Astéro
- 1959 : Qui aime bien châtie bien
- 1960 : Maddalena
- 1960 : Jamais le dimanche
- 1961 : Aliki dans la marine
- 1963 : Coups de cœur sur le banc (el)
- 1963 : Les Lanternes rouges
- 1965 : Moderne Cendrillon
- 1966 : Ma fille la socialiste
- 1967 : Oh que ma femme (en)
- 1969 : La fée et le jeune homme (el)
- 1969 : La maîtresse d'école aux cheveux blonds (el)
- 1970 : Sous-lieutenant Natacha
- 1971 : Papaflessas
- 1974 : Amoureux en rêve (en)
- 1978 : Cri de femmes